# بیدخان

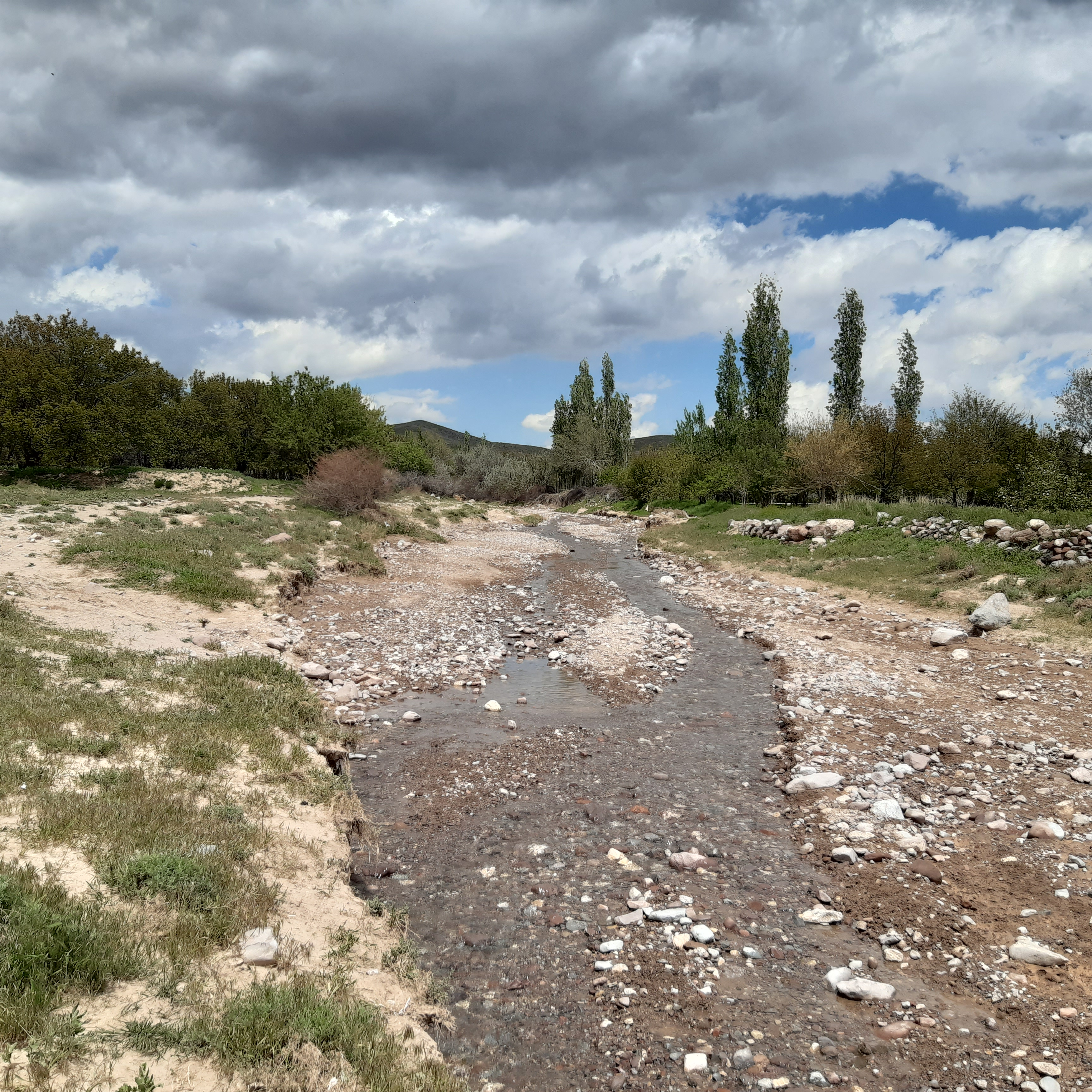
باغ های کلاته _ بیدخان

بیدخان، به زبان محلی بای خون ( Bay-Khoon ) روستایی از توابع بخش سرولایت شهرستان نیشابور در استان خراسان رضوی ایران است.زبان مردم بیدخان ترکی ست و بیشتر ساکنان آن به پرورش دام مشغول هستند. آنها

## پیشه مردم
پیشه ی اصلی مردم بیدخان دام پروری و کشاورزی ست . این روز ها دام های گوسفند ، بز ، گاو در هر خانه ای روستا یافت می شود.مردم روستا علاوه بر دامداری و کشت ، باغداری هم می کنند.بیشتر مساحت روستا را باغ های زرد آلو ، سیب ، آلو ، گردو ، گیلاس  پوشش داده است.
در روزهای آغازین فصل پاییز مردم روستا به نساق (Nasagh) کردن می پردازند. نساق در چم کشت پاییزه به کار می رود. نساق کردن با آب کاریز روستا صورت می گیرد.در سالهای بسیار دور به دلیل نداشتن دسترسی به لوله ی انتقال آب ، گذر دادن آب کاریز از تقاطع با مسیل سیل (کال) با مشکل مواجه می شد زیرا در فصل هایی که بارش باران موجب جاری شدن سیلاب می شد و سیلاب باعث تخریب جوی های آب کاریز می گشت ؛اهالی روستا نمی توانستند آب کاریز را به زمین های خود ببرند، برای همین با شگردی بسیار هوشمندانه و برگرفته از الگوی گلوی شتر (به شکل U ) توانستند آب را با کندن تونل از زیر مسیل رود به آن طرف روستا ببرند. اصلاح گلوی شتر نام محلی ست که پیش تر ها در زیر زمین آنجا تونلی به شکل گلوی شتر کنده شده بود و دیگر مردم برای همیشه از بیم تخریب سیلاب آسوده شده بودند.

## جمعیت
این روستا در دهستان سرولایت قرار دارد و بر اساس سرشماری مرکز آمار ایران در سال ۱۳۸۵، جمعیت آن ۴۰۱ نفر (۱۰۵خانوار) بوده‌است.
بر پایه ی آخرین سرشماری نفوس و مسکن در سال 1395 ، جمعیت روستای بیدخان 353 تن (121 خانوار) بوده است. 

## غذای محلی
از خوراک های محلی بیدخان می توان از قَلیَلی آش (Ghalyali Ash)، قَیسوا (Ghaysowa) ، کَچین (Kachin) ،  نام برد.
این سه غذا از خوراک های بسیار قدیمی روستا هستند که این روز ها کمتر در خانه ها به چشم می خورند.

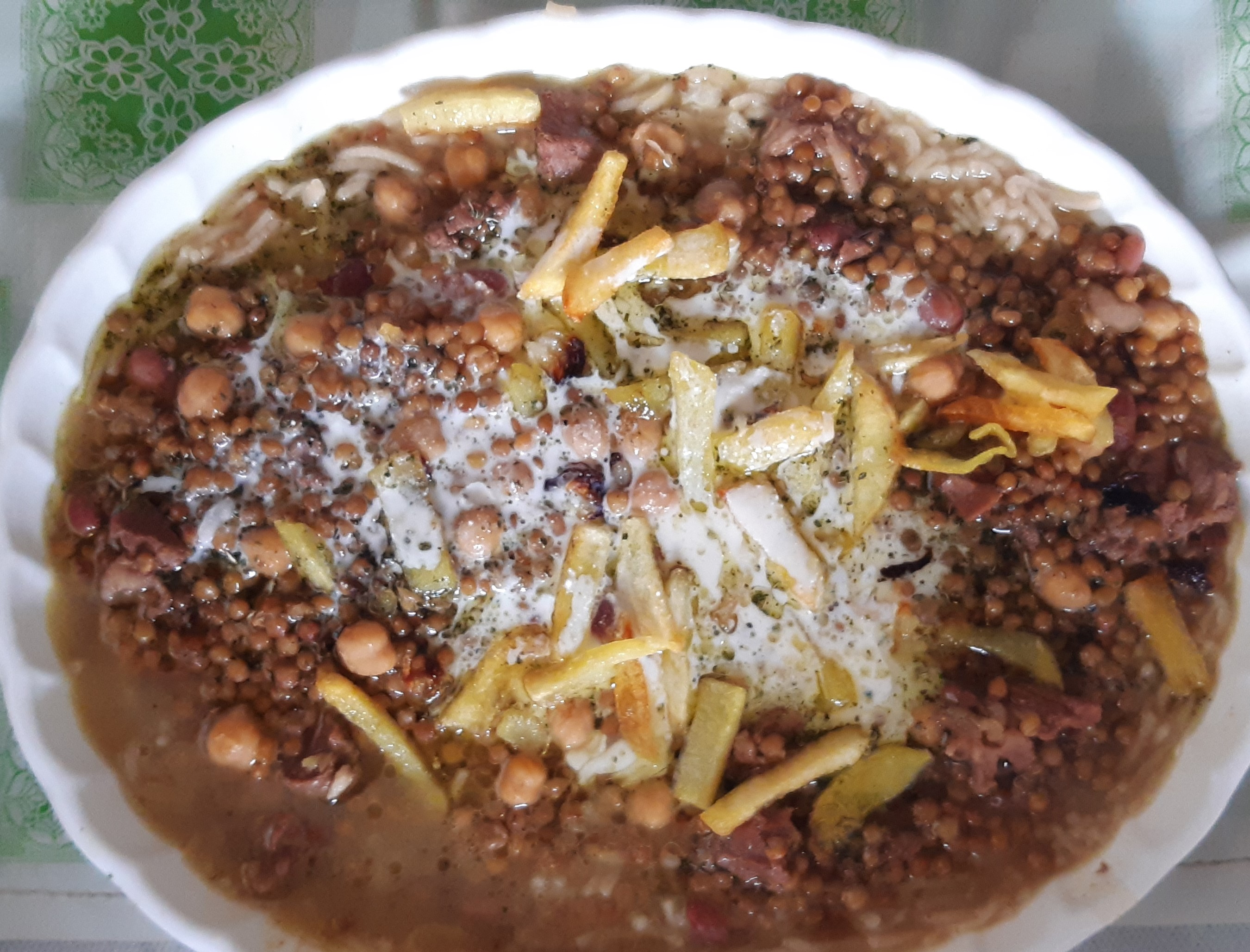
قلیلی آش ، غذای سنتی و معروف روستای بیدخان

## جستارهای وابسته

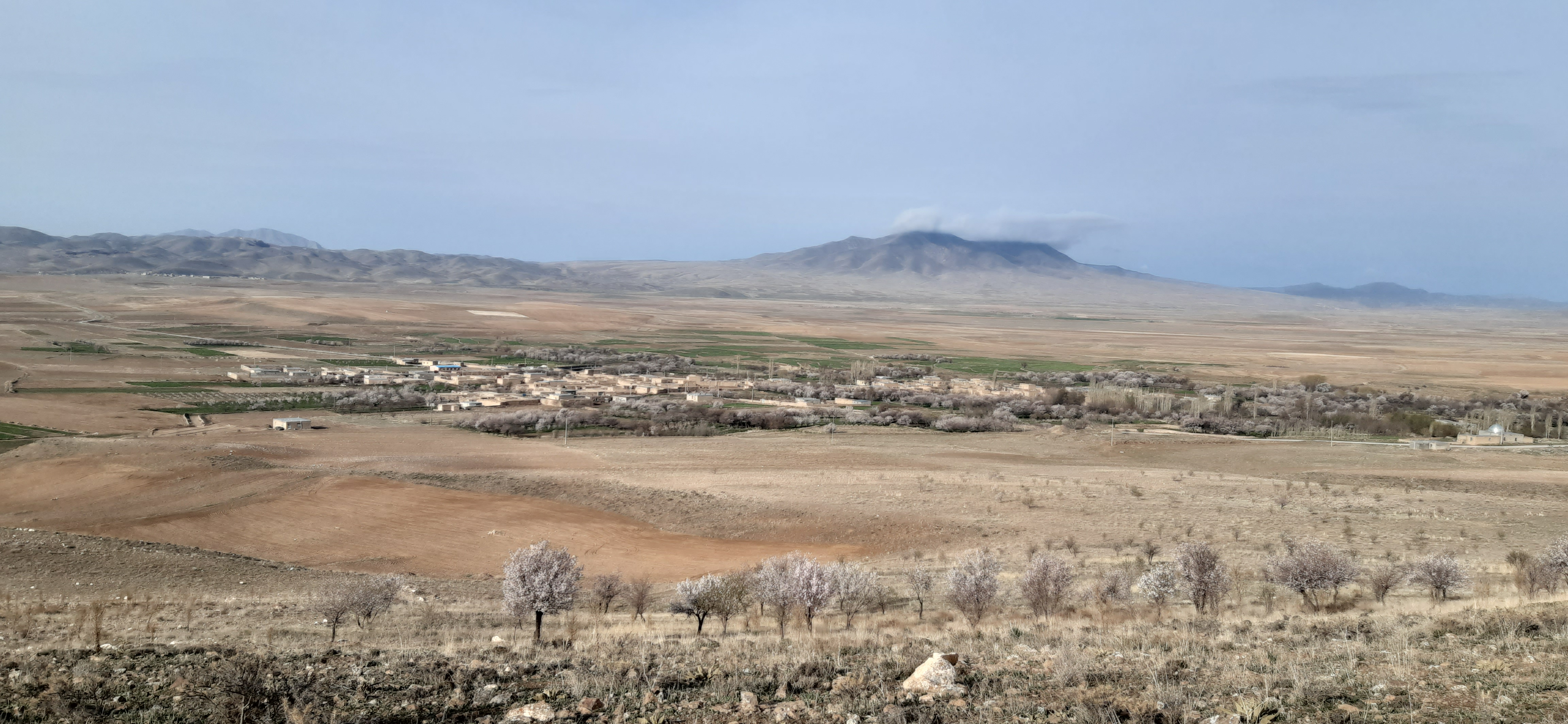
نمای شمالی روستای بیدخان از فراز کوه قلی مرز _ فروردین ۹۹